# Cathédrale de Castelsardo
La cathédrale de Castelsardo est une église catholique romaine de Castelsardo, en Italie. Il s'agit de la cocathédrale du diocèse de Tempio-Ampurias, et son nom complet est cocathédrale Saint-Antoine-Abbé (en italien : concattedrale di Sant'Antonio Abate). 
Elle est devenue le siège de l'évêché d'Ampurias en 1503 qui a fusionné avec celui de Tempio en 1839, et le siège épiscopal a été transféré à la cathédrale de Tempio Pausania, lorsque celle de Castelsardo est devenue une cocathédrale.

## Description
L'édifice actuel date de la reconstruction commencée en 1597 et qui a duré jusqu'au XVIIIe siècle. La cathédrale est un mélange d'éléments de gothique catalan et de Renaissance, et donne directement sur la mer. 
L'intérieur est sur le modèle de la croix latine, avec une seule nef et des voûtes en berceau, des chapelles latérales et un transept. La croisée a une voûte d'arêtes sur quatre pilastres avec des chapiteaux sculptés.
L'église possède un grand clocher, surmonté d'une petite coupole décorée de majolique.
La clôture de chœur est surélevée et possède une balustrade en marbre. L'abside, avec une voûte en croisée d'ogives décorée d'étoiles, abrite le maître-autel de 1810, également en marbre, caractérisé par la principale attraction de l'église, la Vierge à l'Enfant avec musiciens, une peinture du XVe siècle attribuée au Maître de Castelsardo. Ce dernier a également réalisé un Saint Michel archange, exposé dans la crypte, qui abrite aujourd'hui le musée diocésain. Certains autels en bois et l'orgue à tuyaux du XVIIIe siècle situé dans la tribune du chœur sur la contre façade, sont également intéressants.

## Galerie

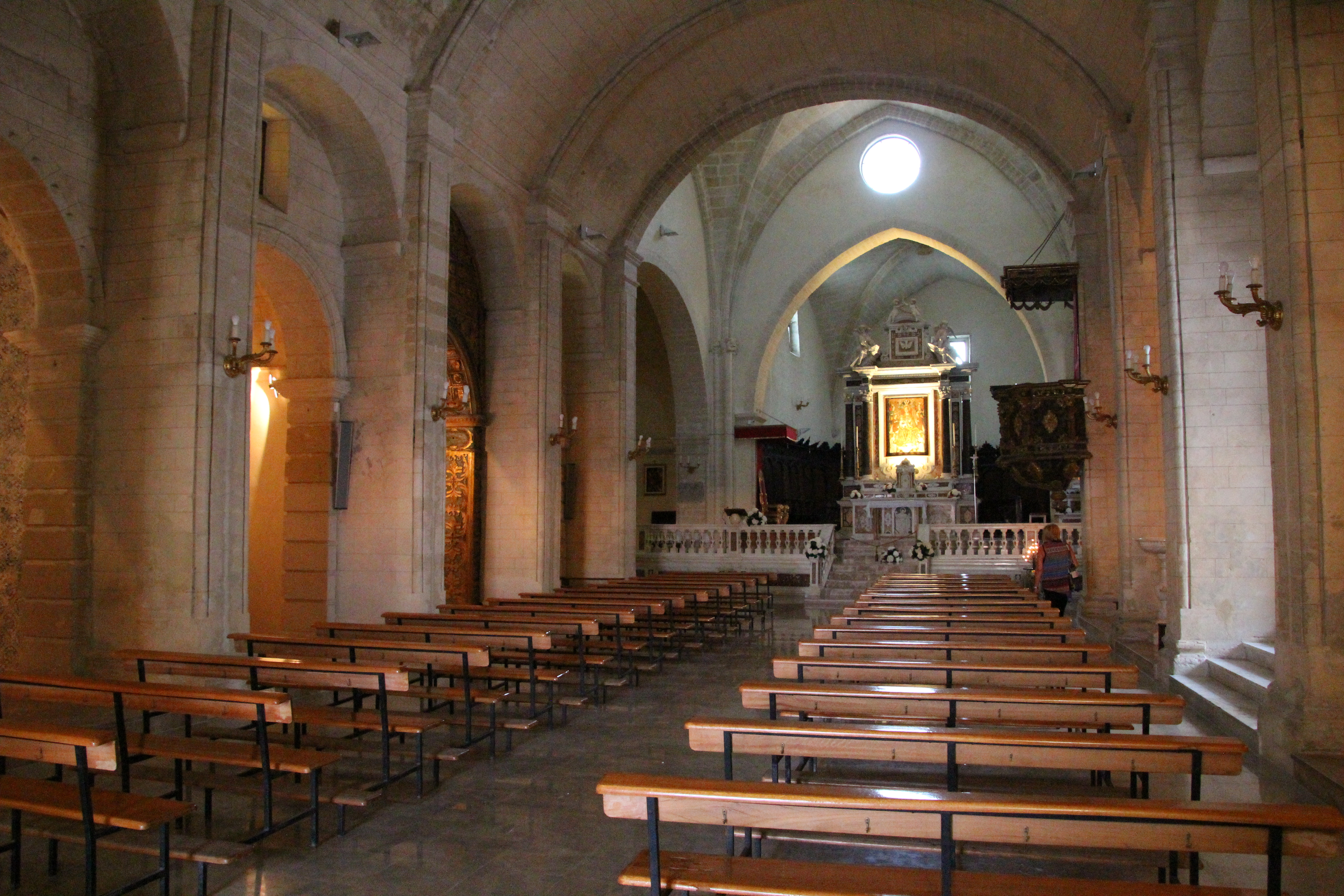
L"intérieur de la cathédrale.
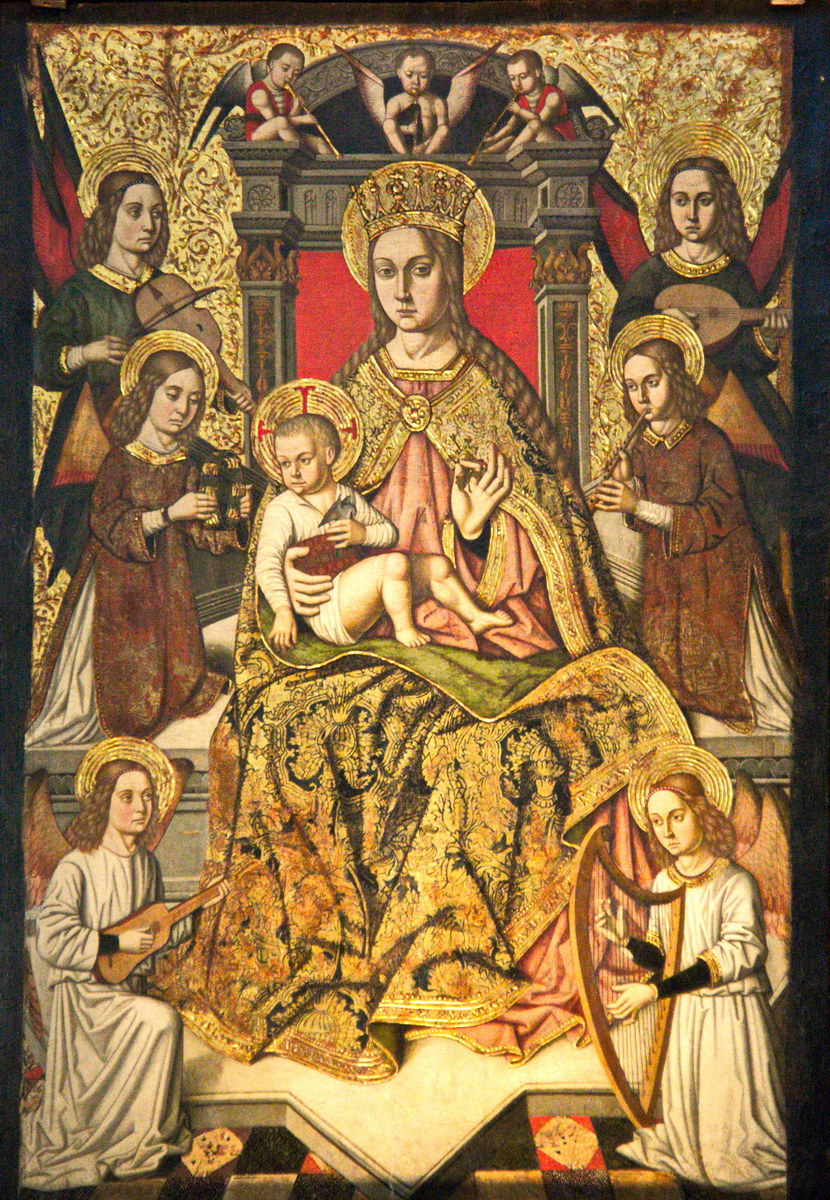
Vierge à l'Enfant avec musiciens du Maître de Castelsardo.
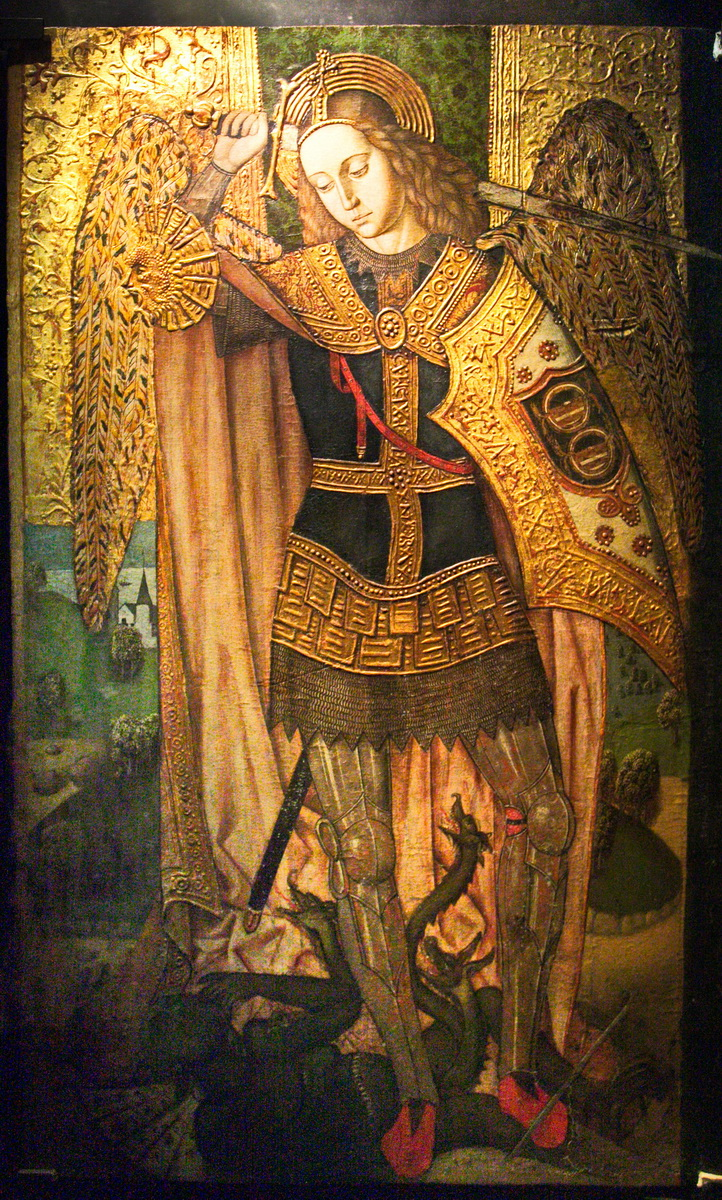
Saint Michel archange, autre tableau du Retable de Castelsardo (1492-1500).

### Articles liés
- Maître de Castelsardo
- Liste des cathédrales d'Italie